# Vous intéressez-vous à la chose ?
Pour plus de détails, voir Fiche technique et Distribution.
Vous intéressez-vous à la chose ? est un film franco-allemand de Jacques Baratier sorti en 1974.

## Synopsis
C'est l'été dans une maison de campagne dans le sud de la France. Une famille décide d'y organiser une grande réunion au mois de juillet. Il y a Bernard, un médecin conservateur et un peu rigide, et sa sœur Lise, son opposée, une architecte moderne et libertine, ainsi que les adolescents Patrick et son frère Julien qui sont tous les deux attirés par Dina, une fille rousse aux yeux verts âgée de 15 ans. Elle fait plus que son âge et est consciente du pouvoir de ses charmes. « C'est ma cousine, et mon premier grand amour » raconte Patrick dès le début du film.
Patrick écrit tous ses désirs et ses rêves dans un journal, et ses pensées reviennent souvent vers Dina. Elle flirte sans gêne avec les deux garçons mais n'attend qu'une chose : que Patrick, garçon timide et réservé, vienne vers elle. Julien est, quant à lui, plus téméraire, et n'hésite jamais à approcher Dina si bien qu'il lui paraît vaniteux.
Quand Julien découvre le journal de Patrick, il va chercher Dina et le lit devant elle en se moquant. Dina prend le journal, lit les poèmes de Patrick et se rend compte que celui-ci est amoureux d'elle. Lors d'un instant de distraction, Julien se jette sur elle et lui touche les seins. Dina le gifle. Julien s'en va, vexé. Dina lit le journal de Patrick et se laisse aller à des fantasmes érotiques.
Durant le retour de la gare voisine à la maison, Lise, la tante des deux garçons, discute de sexe avec Patrick. Elle comprend qu'il est vierge et l'emmène dans le champ pour l'initier à la sexualité. Elle veut lui apprendre comment il doit se comporter avec Dina. Patrick et Lise couchent ensemble, il note ce « grand événement » dans son journal. Quand Dina le lit, elle est très choquée. Lise arrive et réagit avec esprit. Elle lui explique que ce ne sont que les fantasmes de Patrick et qu'il ne s'est rien passé entre eux et parvient à rassurer Dina.
Dina fête ses 16 ans. Elle danse avec Patrick, et ils s'embrassent pour la première fois. Pendant ce temps, une dispute éclate entre Bernard et Julien qui s'enfuit en colère. Après la fête, Patrick s'isole avec Dina qui, en tenue lègère, n'attendait que lui. Il la déshabille, la dénude sur un lit, commence à la caresser partout puis ils font l'amour.
La même nuit, le téléphone sonne. C'est Julien qui appelle. Lise part le chercher. Sur le chemin, Julien lui explique son différend avec son père. Ils passent la nuit ensemble.
Le lendemain matin, Dina et Patrick, ainsi que Lise et Julien se réveillent dans les bras l'un de l'autre l'autre. Un nouveau jour d'été commence.

## Fiche technique
- Titre : Vous intéressez-vous à la chose ?
- Réalisation : Jacques Baratier assisté de Eric Ferro et Peter Weissflog (de)
- Scénario, adaptation et dialogues : Claude Eymouche (Stéphane Jourat), Jean-Michel Ribes, Jacques Baratier d'après le roman Et le Bel Aujourd'hui de Claude Eymouche
- Musique : Yánnis Spanós
- Photographie : Daniel Gaudry assisté de François About
- Son : Luc Perini
- Montage : Hélène Plemiannikov
- Production : Francis Cosne, Raymond Eger
- Sociétés de production : Films EGE, Francos Films (France), Rapid Film (Allemagne)
- Sociétés de distribution : SNC (Société Nouvelle de Cinématographie) (France)
- Pays de production :  France,  Allemagne
- Langues originales : français
- Format : couleur-  1.85:1 - Son monophonique - 35 mm
- Genre : érotique
- Durée : 80 minutes version française, 83 minutes version allemande.
- Dates de sortie :
  - France : 24 avril 1974
  - Finlande : 6 septembre 1974
  - Allemagne : 18 avril 1975

## Distribution
- Muriel Catala : Dina
- Nathalie Delon : Lise
- Didier Haudepin : Patrick (version française) / Pierre (version allemande)
- Bernard Jeantet : Julien
- Joachim Hansen : Bernard
- Christine Schuberth : Marie, une fille au pair
- Renée Saint-Cyr : La grand-mère
- Tim Behrens : Tim
- Roland Blanche : Alexandre
- Jacques Baratier : La voix du narrateur

## Autour du film
Le titre Vous intéressez-vous à la chose ? est la dernière ligne de dialogue. Le thème du film est le sexe, surtout la « première fois », le premier rapport sexuel.
Le film est l'adaptation du roman Et le Bel Aujourd'hui de Claude Eymouche qui collabore au scénario.
Le film est tourné durant l'été 1973.
Muriel Catala joue depuis ses débuts au cinéma en 1970 des rôles de nymphes, de lolitas tentatrices. Son physique peut faire croire qu'elle a 15 ou 16 ans comme dans le film, alors qu'elle a déjà 21 ans.
Les producteurs allemands Wolf C. Hartwig et Ludwig Spitaler (de) prennent en charge l'adaptation pour le public allemand, notamment les dialogues.
La monteuse Hélène Plemiannikov est la monteuse des trois films de Luis Buñuel dans les années 1970 : Le Charme discret de la bourgeoisie, Le Fantôme de la liberté, Cet obscur objet du désir.
Le cameraman assistant François About fait ses débuts dans ce film. Il sera plus tard dans des productions érotiques et pornographiques dont certaines qu'il réalisera.
Le comité de classification allemande classe le film interdit aux moins de 18 ans alors que le film n'a pas de scène explicite. La raison est sans doute une courte scène de masturbation, seulement implicite, où l'on devine un gland.
Le film sort à l'international sous le titre First Time With Feeling et a le plus souvent une classification uniquement pour les adultes. Il connaît un certain succès à sa sortie le 31 octobre 1974 (jusqu'en 1975) au cinéma Classic, dans le quartier de Piccadilly à Londres.

## Accueil critique[2],[3]
« Beaucoup de jeunes nudités, du porno pour collégiens, une leçon d’amour dans un parc. »

— Michel Duran, Le Canard enchaîné, 2 mai 1974

« Si Jacques Baratier s’intéresse à la chose (…) son habileté réside en ceci qu’il cherche à doser le romantisme à l’état pur et l’amour à l’état trouble, édulcorant et clarifiant le deuxième sous les effets lénitifs du premier. »

— Louis Chauvet, Le Figaro, 25 avril 1974

« Vous intéressez-vous à la chose ? n’est justiciable que de la poubelle. »

— Henry Rabine, La Croix, 5 mai 1974

« Une pellicule minable, pas même érotique et encore moins critique, où l’on voit l’ex-enfant prodige [Didier Haudepin] s’envoyer en l’air avec l’ex-femme de Delon. »

— H.D., Politique hebdo, 22 avril 1974

« Jacques Baratier, enclin d'habitude à des sujets moins légers, s'est beaucoup amusé à mêler romantisme et érotisme et à filmer avec grâce et bon goût les ébats amoureux de ce marivaudage qui ne manque ni de charme, ni de drôlerie, ni de franche sensualité. Un joli film pour le printemps. »

— J. Doniol Valcroze, L'Express, avril-mai 1974

« Jacques Baratier nous invite à l'accompagner dans un voyage sentimental qui nous ramène aux beaux jours du cinéma français d'avant-guerre, quelque part entre Feyder, Roger Leenhardt, et le René Clair de ses débuts...Baratier, que l'on croyait farfelu, désordonné, un peu dingue, donne ici la preuve de sa rigueur: non seulement sait-il raconter une histoire, mais encore dirige-t-il à merveille ses interprètes. Ainsi, n'a-t-on jamais vu Nathalie Delon aussi convaincante et juste, ni Didier Haudepin jouer avec autant d'intelligence. À partir de petits riens, et d'une intrigue réduite au minimum, Baratier arrive à créer le climat d'une comédie romantique d'une élégance d'écriture qu'on ne qualifierait pas à tort de "classique". »

— Henry Chapier, Le Quotidien de Paris, avril-mai 1974